# Yeoman (hop)
Yeoman is een hopvariëteit, gebruikt voor het brouwen van bier.
Deze hopvariëteit is een “bitterhop”, bij het bierbrouwen voornamelijk gebruikt voor zijn bittereigenschappen. Deze Engelse variëteit werd gekweekt in het Wye College te Kent en op de markt gebracht in 1980.

## Kenmerken
- Alfazuur: 8 – 14%
- Bètazuur: 4 – 5%
- Eigenschappen: uitstekende bitterhop met aangename aromakarakteristieken